# Надражи Голешовице
«Надражи Голешовице» (чеш. Nádraží Holešovice; до 22 февраля 1990 года — «Фучикова», чеш. Fučíkova) — станция пражского метрополитена. До 26 июня 2004 года являлась конечной станцией. Станция имеет два вестибюля: северный, расположенный рядом с одноимённым железнодорожным и автовокзалом, от которого отправляются автобусы в северные районы Чехии и транзитные поезда, и южный, от которого отправляются городские автобусы в Трою и к пражскому зоопарку.

## История и происхождение названия
Станция была открыта 3 ноября 1984 года, в составе пускового участка линии С «Фучикова» — «Флоренц». Современное название станция получила по одноимённым железнодорожному вокзалу и автовокзалу. До 1990 года называлась «Fučíkova», в честь чехословацкого писателя и политического активиста Юлиуса Фучика.

### Наводнение 2002 года
Станция первой в Пражском метрополитене пострадала от наводнения летом 2002 года, т. к. вода пришла с тогда ещё строящегося продления до Ладви. К концу 2002 года работа станции была возобновлена.

## Путевое развитие
За станцией расположен шестистрелочный оборотный тупик. При строительстве тоннелей до станции «Ládví» тупиковый тоннель был удлинён и углублён.